# Vista Alegre (Chalaco)
Vista Alegre es una localidad peruana ubicada en el distrito de Chalaco, perteneciente a la provincia de Morropón del departamento de Piura, al norte del Perú. 

## Ubicación
Vista Alegre se ubica al noreste de la provincia de Morropón, en el distrito de Chalaco, en el departamento de Piura.

## Demografía
En 2017 Vista Alegre tenía una población de 22 habitantes.
| Gráfica de evolución demográfica de Vista Alegre entre 1993 y 2017 |
|                                                                    |
| Fuentes: Población 1993 y 2017                                     |